# NGC 1528
NGC 1528 è un ammasso aperto visibile nella costellazione di Perseo.

## Osservazione

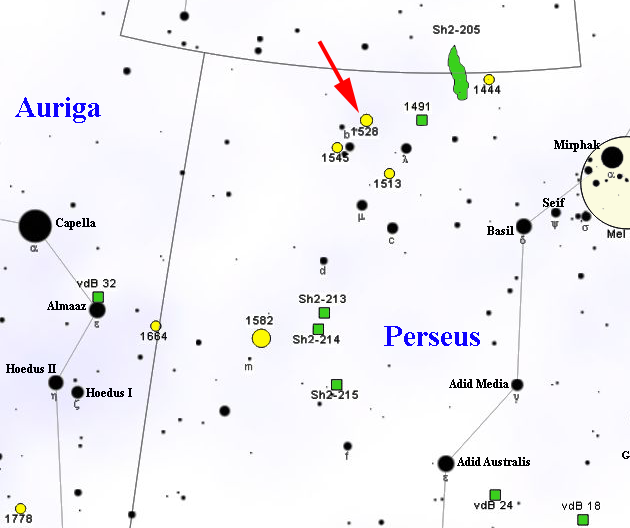
Mappa per individuare NGC 1528.

Si individua nella parte nordorientale della costellazione, lungo un tratto della Via Lattea fortemente oscurato ma comunque ricco di ammassi aperti; la sua posizione è recuperabile poco meno di 3° a nord di μ Persei. L'ammasso è perfettamente visibile con un binocolo 10x50, attraverso cui si presenta come una macchia chiara allungata in senso est-ovest su cui si stagliano alcune debolissime stelle; con un telescopio da 100 mm è già possibile la sua risoluzione in alcune decine di stelle fino alla magnitudine 12. In strumenti da 200 mm è perfettamente risolto in almeno un centinaio di stelle già a bassi ingrandimenti; oculari di focale troppo corta non consentono di avere una visione d'insieme a causa delle dimensioni dell'ammasso.
La declinazione moderatamente settentrionale di quest'ammasso favorisce gli osservatori dell'emisfero nord, sebbene si presenti circumpolare solo a partire da latitudini elevate; dall'emisfero australe la sua osservazione risulta penalizzata in particolare dalle regioni situate a elevate latitudini meridionali. Il periodo migliore per la sua osservazione nel cielo serale è quello compreso fra ottobre e marzo.

## Storia delle osservazioni
NGC 1528 venne individuato per la prima volta da William Herschel nel 1790 attraverso un telescopio riflettore da 18,7 pollici; suo figlio John Herschel lo osservò nuovamente in seguito e lo inserì poi nel suo General Catalogue of Nebulae and Clusters con il numero 820.

## Caratteristiche
Si tratta di un ammasso piuttosto ricco e popoloso, ben contrastato rispetto al fondo cielo; la sua distanza è stimata sui 776 parsec (2531 anni luce) dal Sistema solare e viene così a trovarsi in prossimità del bordo esterno del Braccio di Orione, a breve distanza dall'associazione OB Camelopardalis OB1.
NGC 1528 ha un diametro angolare di 18 minuti d'arco e una magnitudine apparente visuale di 6,4; possiede un'età intermedia, stimata attorno ai 370 milioni di anni, pertanto non è in relazione con le giovani stelle dell'associazione Cam OB1, che hanno un'età di 10-11 milioni di anni al massimo. Ricerche sulle stelle peculiari nei dintorni di quest'ammasso hanno permesso di individuare quattro stelle di carbonio come possibili membri.